# Grand Coteau
Pour l’article homonyme, voir Le Grand Coteau.
La ville de Grand Coteau est située dans la paroisse de Saint-Landry dans l'État de la Louisiane aux États-Unis.
Le Bureau du recensement des États-Unis a recensé 1 040 habitants lors du dernier recensement de l'an 2000 et une superficie communale de 6,3 km2. La commune jouxte au sud celle d'Opelousas au cœur de la région de l'Acadiane.
Le premier nom connu pour ce lieu date de 1776 à l'époque de la Louisiane française et fut la « Prairie des Femmes ». 
En 1821, après la vente de la Louisiane par Napoléon Ier aux Américains, fut fondée la seconde plus grande institution éducative à l'Ouest du fleuve Mississippi, par Rose Philippine Duchesne qui fonda l'« Académie du Sacré-Cœur » aidée en cela par Madeleine-Sophie Barat, pour la communauté créole et francophone puis l'ensemble des étudiants américains et du monde entier.
En 1863, lors de la Guerre de Sécession, la commune fut le lieu de la « Bataille du Grand Coteau » ou « Bataille du Bayou Bourbeux ».